# 馬援銅柱
馬援銅柱（ばえんどうちゅう、ベトナム語: Cột đồng Mã Viện）は、西暦43年に、馬援が、ハイ・バ・チュンの反乱（徴姉妹の反乱）を平定した後に、交趾郡（後のベトナム北部）に設立したとされる銅柱。

## 伝承
馬援銅柱への言及は、晋の時代に成立した『広州記』に初めて記載された。西暦43年、馬援は徴姉妹（チュン姉妹）が起こしたハイ・バ・チュンの反乱を平定し、反乱の残党であった都羊を追撃して居風県にまで至った。都羊は投降し、馬援は2本の銅柱を建て、ここが漢（後漢）の最南端の地であることを標示した。
交趾人（ベトナム人）たちが再び反乱を起こし、銅柱を壊そうとするかもしれないと伝え聞いた馬援は、銅柱を建てる際に「銅柱が折れるようなことがあれば、交趾は滅ぶ」と天に祈った。以降、交趾人は銅柱が折れることを恐れ、柱が折れないよう柱の周りに石積みをするようになり、いつしか二つの丘ができてしまった。
『隋書』の記載によれば、劉方が林邑の討伐のために遠征した際には、軍勢が馬援銅柱を通過したという。唐代の元和年間には、安南都護の馬総が、新たに2本の銅柱を立て直しという。

## 所在地をめぐる諸説
越南（ベトナム）において南漢が独立すると、馬援銅柱についての記述は、歴史書から消えていった。1272年に蒙越戦争の休戦が結ばれた際、元の世祖（クビライ）は越南に人を派遣し、馬援銅柱の位置を探させた。しかし、大越陳朝の皇帝陳聖宗からの使いは、「銅柱は埋没して多年が経っており、どこにあるかは分からず、探し出せません。この件は分からないままということで終わりにします」と述べたという。
馬援銅柱は現存していないが、6世紀はじめに成立した北魏の酈道元の著作『水経注』には、それが象林県の南部にあったと述べており、また、15世紀前半に成立した黎崱の『安南志略』は欽州の古洞上にあるとしており、17世紀後半に成立した『大越史記全書』もこの欽州古洞説に沿った説明をしているが、19世紀のベトナム側の文献である『欽定越史通鑑綱目』は富安省（フーイエン省）に所在していたとしている。
なお、阮朝の高春育が編纂した『大南輿誌要編』の中では、富安省の域内に銅柱の遺跡がないことを根拠として、馬援が銅柱を建てたという話は史実ではないとしている。ベトナムの歴史学者、ダオ・ズイ・アイン（陶維英）は、現代のゲアン省のヌイタイン（Núi Thành / 𡶀成）に馬援銅柱があったとしている。

## 後年における言及
1638年、黎朝（後黎朝）から明への正使として江文明が派遣され、北京で崇禎帝に謁見した。このとき崇禎帝が「銅柱至今苔已緑（銅柱は今や苔むし既に緑色だ）」と問うたのに対し、江文明は「藤江自古血猶紅（白藤江は昔から血が流れ今なお紅い）」と応じた。これは皇帝が、馬援銅柱に象徴されるベトナムに対する中国の支配は古くからの確固たるものだと述べたのに対して、両者の境をなす白藤江では度々衝突が起きて血が流れてきた（白藤江の戦い）ことを踏まえて応じたものであった。一説には皇后がこの応答に激怒し、また別の説では皇帝自身がこの応答に激怒し、江文明は処刑されたという。